# مقاطعة أوسايج (أوكلاهوما)
مقاطعة أوسايج (بالإنجليزية: Osage County)‏ هي إحدى مقاطعات ولاية أوكلاهوما في الولايات المتحدة الأمريكية.